# Hazelwood
Hazelwood è un comune (city) degli Stati Uniti d'America della contea di St. Louis nello Stato del Missouri. La popolazione era di 25 703 persone al censimento del 2010. Hazelwood è un sobborgo a nord di Saint Louis, e si trova a nord dall'Aeroporto Internazionale di Lambert-St. Louis, oltre che trovarsi all'incrocio tra la Interstate 270 e la 170, come il tratto tra la Lindbergh Boulevard e l'Highway 370.

## Geografia fisica
Hazelwood è situata a 38°46′44″N 90°21′59″W (38.778750, -90.366464).
Secondo lo United States Census Bureau, ha un'area totale di 16,76 miglia quadrate (43,41 km²).

## Società

### Evoluzione demografica
Secondo il censimento del 2010, c'erano 25 703 persone.

### Etnie e minoranze straniere
Secondo il censimento del 2010, la composizione etnica della città era formata dal 64,1% di bianchi, il 30,5% di afroamericani, lo 0,3% di nativi americani, l'1,4% di asiatici, l'1,2% di altre razze, e il 2,5% di due o più etnie. Ispanici o latinos di qualunque razza erano il 3,0% della popolazione.